# Sparasion latum
Sparasion latum är en stekelart som beskrevs av Mikhail Vasilievich Kozlov och Kononova 1988. Sparasion latum ingår i släktet Sparasion och familjen Scelionidae. Inga underarter finns listade i Catalogue of Life.